# Michelle de Jong
Michelle de Jong (Heerenveen, 6 juli 1999) is een Nederlands langebaanschaatsster, uitkomend namens Topteam Thialf onder leiding van Ian Steen.
In februari 2019 werd De Jong wereldkampioen op de 1000 meter bij de junioren. Vervolgens tekende ze in april dat jaar een contract bij de professionele seniorenploeg Team Reggeborgh. In seizoen 2024/2025 kwam De Jong uit namens Team IKO.
In november 2019 plaatste ze zich voor de eerste vier wereldbekerwedstrijden op de 500 meter.
Op het NK sprint 2022 won zij voor het eerst de Nederlandse sprinttitel. Hiermee plaatste ze zich voor de WK sprint schaatsen 2022 in Hamar.

## Persoonlijk
De Jong is de jongere zus van Antoinette de Jong.

## Persoonlijke records
| Afstand    | Tijd    | Datum            | Baan           |
| ---------- | ------- | ---------------- | -------------- |
| 500 meter  | 37,48   | 16 december 2022 | Calgary        |
| 1000 meter | 1.14,29 | 11 december 2022 | Calgary        |
| 1500 meter | 2.02,03 | 9 maart 2018     | Salt Lake City |
| 3000 meter | 4.40,52 | 5 februari 2017  | Heerenveen     |

Bron:

## Resultaten
| Jaar | NK Afstanden       | NK Sprint               | WK Sprint            | WK Afstanden                    | Olympische Spelen | WK Junioren                   |
| ---- | ------------------ | ----------------------- | -------------------- | ------------------------------- | ----------------- | ----------------------------- |
| 2018 | 14e 500m           |                         |                      |                                 |                   | 500m · 17e 1500m · teamsprint |
| 2019 | 12e 500m 20e 1000m |                         |                      |                                 |                   | 500m · 1000m · teamsprint     |
| 2020 | 7e 500m 16e 1000m  | 12e (12e, 17e, 5e, 11e) |                      |                                 |                   |                               |
| 2021 |                    | 4e · (, 8e, , 10e)      |                      |                                 |                   |                               |
| 2022 | 500m · 13e 1000m   | · (, )                  | 6e (6e, 10e, 5e, 5e) |                                 | 13e 500m          |                               |
| 2023 | 500m · 1000m       | 5e (4e, 5e, 4e, 7e)     |                      | 7e 500m 10e 1000m 5e teamsprint |                   |                               |
| 2024 | 8e 500m            |                         |                      |                                 |                   |                               |
| 2025 | 11e 500m 15e 1000m |                         |                      |                                 |                   |                               |

Team IKO
Joy Beune · Stijn van de Bunt · Mats van den Bos · Sebas Diniz · Michelle de Jong · Pien Hersman · Marten Liiv · Dai Dai N'tab · Jesse Speijers · Bart Swings · Kayo Vos
Coach: Erwin ten Hove · Martin ten Hove · Erik Bouwman